# Бэр-Парк (тауншип, Миннесота)
Бэр-Парк (англ. Bear Park) — тауншип в округе Норман, Миннесота, США. На 2000 год его население составило 209 человек.

## География
По данным Бюро переписи населения США площадь тауншипа составляет 93,9 км², из которых 93,8 км² занимает суша, а 0,1 км² — вода (0,14 %).

## Демография
По данным переписи населения 2000 года здесь находились 209 человек, 83 домохозяйства и 58 семей.  Плотность населения —  2,2 чел./км².  На территории тауншипа расположено 95 построек со средней плотностью 1,0 построек на один квадратный километр. Расовый состав населения: 98,09 % белых, 0,48 % коренных американцев и 1,44 % приходится на две или более других рас.
Из 83 домохозяйств в 32,5 % воспитывались дети до 18 лет, в 63,9 % проживали супружеские пары, в 3,6 % проживали незамужние женщины и в 30,1 % домохозяйств проживали несемейные люди. 28,9 % домохозяйств состояли из одного человека, при том 19,3 % из — одиноких пожилых людей старше 65 лет. Средний размер домохозяйства — 2,52, а семьи — 3,14 человека.
27,3 % населения — младше 18 лет, 4,8 % — в возрасте от 18 до 24 лет, 25,8 % — от 25 до 44, 24,4 % — от 45 до 64, и 17,7 % — старше 65 лет. Средний возраст — 38 лет. На каждые 100 женщин приходилось 95,3 мужчин.  На каждые 100 женщин старше 18 приходилось 114,1 мужчин.
Средний годовой доход домохозяйства составлял 30 000 долларов, а средний годовой доход семьи —  36 250 долларов. Средний доход мужчин —  16 000  долларов, в то время как у женщин — 28 438. Доход на душу населения составил 15 431 доллар. За чертой бедности находились 14,5 % семей и 17,9 % всего населения тауншипа, из которых 15,8 % младше 18 и 36,8 % старше 65 лет.